# Shelley (Idaho)
Shelley és una població dels Estats Units a l'estat d'Idaho. Segons el cens del 2000 tenia 3.813 habitants.

## Demografia
Segons el cens del 2000, Shelley tenia 3.813 habitants, 1.201 habitatges, i 989 famílies. La densitat de població era de 1.115,3 habitants/km².
Dels 1.201 habitatges en un 48,9% hi vivien nens de menys de 18 anys, en un 67% hi vivien parelles casades, en un 13% dones solteres, i en un 17,6% no eren unitats familiars. En el 15,3% dels habitatges hi vivien persones soles el 7,2% de les quals corresponia a persones de 65 anys o més que vivien soles. El nombre mitjà de persones vivint en cada habitatge era de 3,14 i el nombre mitjà de persones que vivien en cada família era de 3,5.
Per edats la població es repartia de la següent manera: un 35,6% tenia menys de 18 anys, un 11,5% entre 18 i 24, un 25,5% entre 25 i 44, un 16,8% de 45 a 60 i un 10,6% 65 anys o més.
L'edat mediana era de 27 anys. Per cada 100 dones de 18 o més anys hi havia 90,3 homes.
La renda mediana per habitatge era de 39.318 $ i la renda mediana per família de 41.223 $. Els homes tenien una renda mediana de 32.154 $ mentre que les dones 20.121 $. La renda per capita de la població era de 13.921 $. Aproximadament el 7,9% de les famílies i el 9,6% de la població estaven per davall del llindar de pobresa.

## Poblacions més properes
El següent diagrama mostra les poblacions més properes.